# Gay Erskine
Pour les articles homonymes, voir Erskine.
Gay Alison Erskine, née Gay Warburton le 27 novembre 1943 à Rusape, est une joueuse de squash rhodésienne représentant l'Afrique du Sud. Elle atteint la 4e place mondiale sur le circuit international, son meilleur classement,.

## Biographie
Gay Warburton nait en 1943 à Rusape en Rhodésie. Elle a 4 frères et sœurs David, Deirdre, Jill et Beverley tous joueurs de squash, son père a été six fois champion de Rhodésie ainsi que son mari Nicol Erskine.  
Au début des années 1950, son père Jack qui est fermier en Rhodésie installe un court de squash afin que ses cinq enfants s'occupent pendant les jours où le temps était trop mauvais pour qu'ils partent à cheval. 
Elle commence à jouer au squash à l'âge de neuf ans sur ce terrain de ferme et allait devenir la plus grande joueuse de Rhodésie en dominant ce sport pendant quinze ans. Elle fréquente l'école secondaire Salisbury Convent High School et devient comptable.
Deirdre (Thomson) remporte le premier titre national de squash féminin de la famille Warburton en 1959, avec Gay, 15 ans, finaliste. Il n'y a pas eu de tournois nationaux de 1960 à 1962, mais Gay remporte son premier titre en 1963. Elle le remportera pendant quatre années consécutives avant d'être battue en finale en 1967 par sa sœur Jill (Ogilvie) alors qu'elle vient d'accoucher deux mois auparavant de son premier enfant. En 1978, elle émigre en Australie avec ses trois enfants et son mari.
Elle participe au British Open 1968, le championnat du monde officieux, se hissant en demi-finale face à Heather McKay qui lui inflige un triple 9-0, performance qu'elle renouvelle en finale. Elle est également invitée au premier championnat du monde en 1976.
En 1973, elle est désignée sportif de l'année rhodésien, seule femme à être distinguée avec Margot Boileau. 

## Palmarès

### Titres
- Championnats de Rhodésie : 12 titres entre 1963 et 1977
- Championnats d'Afrique du Sud: 3 titres (1965, 1966, 1968)